# Suffasia attidiya
Suffasia attidiya är en spindelart som beskrevs av Benjamin och Rudy Jocqué 2000. Suffasia attidiya ingår i släktet Suffasia och familjen Zodariidae.
Artens utbredningsområde är Sri Lanka. Inga underarter finns listade i Catalogue of Life.